# Первозванівська сільська рада
| Первозванівська сільська рада — колишній орган місцевого самоврядування у Кропивницькому районі Кіровоградської області з адміністративним центром у с. Первозванівка. Сільській раді підпорядковані населені пункти: - с. Первозванівка - с. Зоря - с. Неопалимівка - с. Попівка - с. Сонячне |

### Колишні населені пункти
- Коноплянка

## Склад ради
Рада складається з 20 депутатів та голови.

### Керівний склад ради
| ПІБ                         | Основні відомості                                                                      | Дата обрання | Дата звільнення |
| --------------------------- | -------------------------------------------------------------------------------------- | ------------ | --------------- |
| Ковальова Тетяна Миколаївна | Сільський голова, 1968 року народження, освіта, Всеукраїнське об'єднання 'Батьківщина' | 26.03.2006   | 31.10.2010      |
| Ковальова Тетяна Олексіївна | Сільський голова, 1968 року народження, освіта вища, позапартійна                      | 31.10.2010   |                 |

Примітка: таблиця складена за даними джерела

## Населення
Згідно з переписом УРСР 1989 року чисельність наявного населення сільської ради становила 2046 осіб, з яких 951 чоловік та 1095 жінок.
За переписом населення України 2001 року в сільській раді мешкала 2061 особа.

### Мова
Розподіл населення за рідною мовою за даними перепису 2001 року:
| Мова       | Відсоток |
| ---------- | -------- |
| українська | 85,11 %  |
| російська  | 14,55 %  |
| молдовська | 0,24 %   |
| білоруська | 0,05 %   |
| вірменська | 0,05 %   |